# Hausen an der Zaber
Hausen an der Zaber ist ein Dorf im Landkreis Heilbronn in Baden-Württemberg, das seit 1974 zu Brackenheim gehört.

## Geographie
Hausen liegt im unteren Zabergäu auf einer überwiegend mit fruchtbarem Lößböden bedeckten Gipskeuperhochfläche südlich des Heuchelbergs. Die Gemeindemarkung beträgt 827 Hektar.

## Geschichte

### Frühe Geschichte

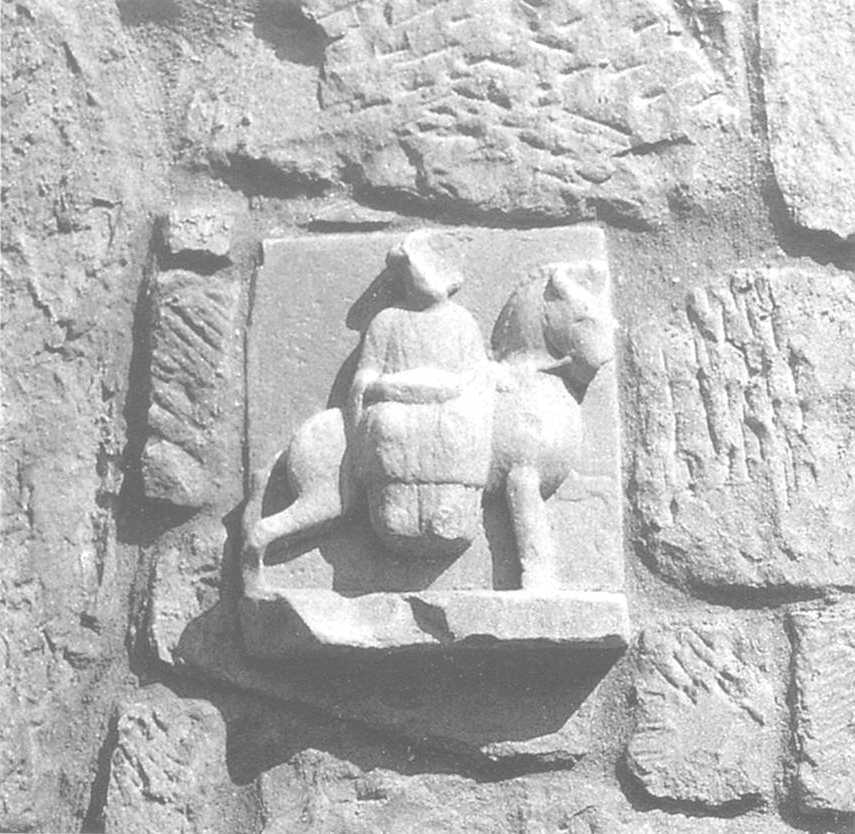
Römisches Relief aus Hausen an der Zaber, heute an der Herzogskelter in Güglingen

Wie in den Orten der Umgebung gibt es in Hausen band- und schnurkeramische Siedlungsreste bereits aus der Jungsteinzeit. Weitere Siedlungsspuren im Gewann Steinäcker künden von einer römischen Villa rustica, die sich unweit einer römischen Heerstraße befand. Ebenfalls aus der Römerzeit stammen zwei 1964 in Hausen ergrabene Jupitergigantensäulen, von denen eine 1970 als Abguss wieder in Hausen aufgestellt wurde. Die neuzeitliche Besiedlung des Ortes erfolgte vermutlich in alemannischer Zeit, wovon die Lage des Ortes in einer Talsenke und der einstige Anteil des Ortes am Allmendwald des Strombergs künden.

### Erste Erwähnung und Ortsname
Die genaue Datierung der ersten Erwähnung von Hausen wird durch das Auftreten gleichnamiger alter Orte im Umkreis (z. B. Massenbachhausen) erschwert. Hausen an der Zaber wurde eventuell bereits 805 als Husen oder 825 als Thitricheshusen in Schenkungen an das Kloster Lorsch oder aber 1122 mit einem in Husen befindlichen Gut in einer Schenkung des Trierer Bischofs Bruno von Lauffen an das Kloster Odenheim erwähnt. Als zweifelsfrei Hausen an der Zaber betreffend gilt eine Schenkung des Bischofs von Speyer an das Kloster Denkendorf im Jahr 1207, wobei ein Heinricus de Husen als Zeuge erscheint und Hinweise auf einen Ortsadel gibt, der bis ins 15. Jahrhundert mehrfach erwähnt wurde, jedoch im Ort selbst nicht nachweislich auftrat.
Zur Unterscheidung von gleichnamigen Orten erhielt Hausen bereits im 15. Jahrhundert den Namenszusatz im Zabergäu. Im württembergischen Staatshandbuch von 1824 erscheint erstmals der heutige Name Hausen an der Zaber, wenngleich Hausen auch nur am Neipperger Bächle liegt, das einen Kilometer südöstlich des Ortes in die Zaber mündet.
Der Ortsname geht auf denselben Wortstamm wie der Begriff Haus zurück und besagt schlicht, dass es sich bei dem Ort um eine Ansammlung von Häusern bzw. Behausungen handelt. Der Gemarkungsname Burgstall könnte Hinweise auf eine einst am Ort befindliche Burg geben, kann jedoch auch lediglich die Zugehörigkeit zu einer benachbarten Burg ausdrücken.

### Hausen im Mittelalter

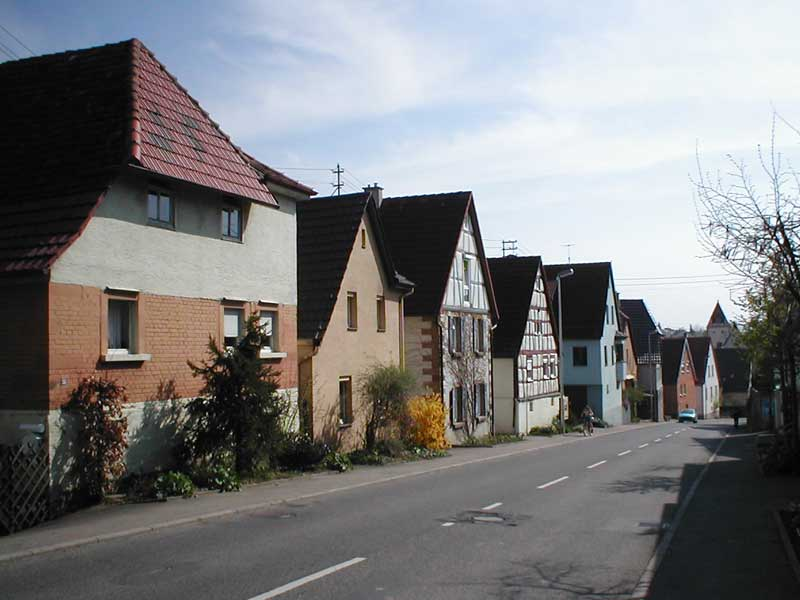
Typische kleinbäuerliche Anwesen in Hausen an der Zaber

Das Dorf besaß drei Tore und war von einem Graben mit Zaun umgeben. Innerhalb der Umzäunung herrschte im Wesentlichen eine kleinbäuerliche Siedlungsstruktur vor, die vom hohen Mittelalter bis ins 19. Jahrhundert bestand und noch heute den Ortskern prägt. Über den Sitz der im Ort nicht urkundlich nachweisbaren mittelalterlichen Ortsherrschaft gibt es nur Vermutungen. Urkundlich am Ort belegt ist der Besitz auswärtiger Adliger und Institutionen, darunter die Herren von Wurmlingen, von Klingenberg und von Neipperg, die Markgrafen von Baden, der Deutsche Orden, das Kloster in Lauffen am Neckar, das Klarakloster in Heilbronn und das Kloster Denkendorf.
Neben dem Burgstall, wo man sich eine hölzerne Turmburg vorstellen könnte, kommen als Herrenhöfe möglicherweise die beiden großen, im 16. Jahrhundert im Besitz der Familie Morolt befindlichen Höfe mit eigenen Keltern in Betracht, die im Anwesen Kurze Straße 20 und dem nördlich davon gelegenen Anwesen aufgegangen sind und wehrhafte Steinbauten aufwiesen. Weitere große Hofgüter mit über 50 Morgen Fläche, die zum Zeitpunkt ihrer ersten Erwähnung teilweise schon stark zersplittert waren, waren der Stocksberger Hof, der Frauenhof, der St.-Martins-Pfründhof, der Lehenhof des Heilbronner Klaraklosters und das Imlinsche Gut.
Der Zehnt war in mehrere Zehntbezirke mit unterschiedlichen Begünstigten zersplittert, Anteile daran hatten u. a. die Herrschaft Württemberg, der Deutsche Orden, die Pfarrei in Hausen, das Spital in Brackenheim, die Kaplanei St. Barbara in Schwaigern und die Kaplanei in Talheim als Wormsisches Lehen.
Eine Kirche bestand im Ort vermutlich bereits um das Jahr 1000. Um 1290 gab es eine größere Georgskirche, und nach einem Brand 1350 wurde bereits die dritte Kirchengeneration erbaut, der bis in die Gegenwart noch zwei weitere folgen sollten. Die Kirche war anfangs eine Filialkirche der Martinskirche in Meimsheim und wurde 1475 zur Pfarrkirche erhoben. Eine Schule ist im Ort seit 1486 nachgewiesen.
Ab spätestens 1380 hatte das Haus Württemberg, das nachweislich seit 1336 in Hausen begütert war, die Ortsherrschaft. Aufgrund der Zugehörigkeit zu Württemberg wurde Hausen 1535 reformiert.
Der Ort blieb bis in die jüngste Vergangenheit ein kleinbäuerliches Dorf, das von Weinbau und Landwirtschaft geprägt war. Zu Beginn des 16. Jahrhunderts gab es drei Keltern.

### Kriege des 16. bis frühen 18. Jahrhunderts
Aus dem Bauernkrieg ist lediglich bekannt, dass sich elf Hausener Bauern an den Aufständen 1525 beteiligten, vermutlich im Zabergäuer Fähnlein des Hans Wunderer. Der Ort wurde 1534 im Umfeld der Schlacht bei Lauffen umkämpft, als Landgraf Philipp von Hessen mit seinen Reitern den unterlegenen und fliehenden österreichischen Truppen über Hausener Gemarkung nachsetzte. 1549 hatte der Ort Abgaben an die auf dem Hohenasperg und in Lauffen lagernden spanischen Truppen zu leisten.

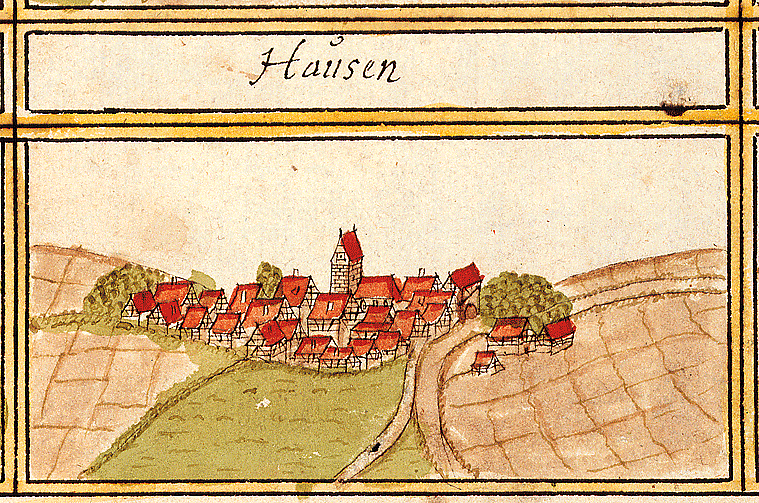
Hausen an der Zaber im Kieserschen Forstlagerbuch von 1684

Vom Dreißigjährigen Krieg wurde Hausen hart getroffen. Schon 1630 verwüsteten einquartierte Truppen den Ort. Nach der Schlacht bei Nördlingen 1634 hatte Hausen unter zahlreichen Plünderungen und Einquartierungen zu leiden und zählte zu den am schwersten getroffenen Zabergäuorten. Nach dem Westfälischen Frieden waren nur noch 31 von einstmals 118 Bürgern am Ort, 90 Prozent der Weinberge und knapp 80 Prozent der Äcker waren verwüstet, 123 Häuser verbrannt. Auch vom Pfälzischen Erbfolgekrieg um 1690 war das sich nur langsam von den vorhergegangenen Zerstörungen erholende Hausen betroffen, abermals wurden Felder und Weinberge verwüstet und die Einwohner vertrieben. Ein dem Landtag vorgelegter Bericht von 1693 konstatiert: „Die Häuser und Gebäu fallen täglich ein und sind anstatt bei Friedenszeit dagewesenen 60 Bürgern kaum noch 15–20 vorhanden, die jedoch lauter Bettler sind.“ Im Spanischen Erbfolgekrieg kam es von 1701 bis 1714 nahezu jährlich zu Einquartierungen, 1707 ereignete sich auch nochmals ein weiterer Einfall der Franzosen.
Ein Grund für die zahlreichen Truppendurchzüge und Einquartierungen war die Lage Hausens an der Landstraße nach Heilbronn und der nahe Neckarübergang bei Lauffen. Die Einquartierungen, Durchzüge und Plünderungen betrafen auch nicht nur Hausen, sondern ebenso die umliegenden Orte.
Im Dreißigjährigen Krieg hatten Schulwesen und Kelterei einen Niedergang erlebt. Die 1634 bis 1650 geschlossene Schule befand sich erst um 1700 wieder in gutem Zustand, ebenso wurde um diese Zeit eine neue Kelter für zwei in den vorausgegangenen Kriegen zerstörte Keltern erbaut. Die beiden Keltern kamen 1827 und 1832 in den Besitz der Gemeinde.
Im Jahr 1700 traten Hausen und die Nachbargemeinde Nordheim brachliegendes Ackerland zur Gründung der Waldenser-Kolonie Nordhausen ab.
Ab dem Beginn des 18. Jahrhunderts entwickelte sich die Einwohnerzahl für mehr als ein Jahrhundert stetig nach oben. 1700 wurden 256 Einwohner gezählt, 1745 waren es 590 und 1828 waren erstmals 1000 Einwohner erreicht. Abgesehen von der Einquartierung russischer Truppen 1735/37 blieb der Ort im weiteren Verlauf des 18. Jahrhunderts zwar von der Soldateska verschont, dafür wurden die Einwohner in der Mitte des Jahrhunderts vielfach zu Schanzarbeiten in Ettlingen und Lauffen oder zum Festungsbau in Vaihingen an der Enz herangezogen. Ab der Jahrhundertmitte lockten Werber mit zweifelhaften Methoden zahlreiche männliche Einwohner Hausens zum Kriegsdienst, aus dem sie oftmals nicht zurückkehrten oder sich teuer freikaufen mussten.

### Amtszugehörigkeit
Hausen gehörte schon jahrhundertelang zum altwürttembergischen Amt Brackenheim. Bei der Umsetzung der neuen Verwaltungsgliederung im seit 1806 bestehenden Königreich Württemberg blieb der Ort weiterhin dem nunmehrigen Oberamt Brackenheim zugeordnet.

### Landflucht und Auswanderung

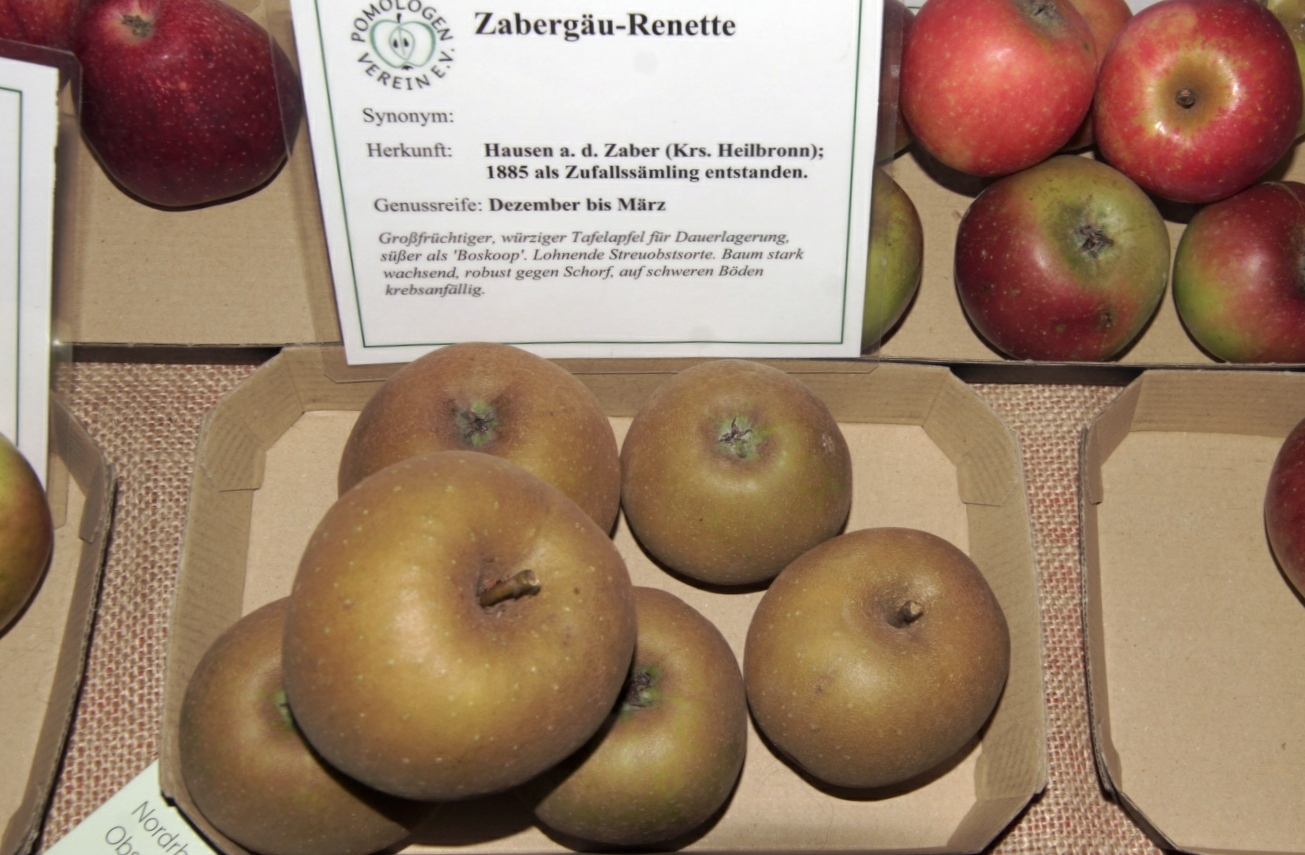
Die in Hausen als Zufallssämling gefundene Zabergäu-Renette

Durch Landflucht und Auswanderung ging die Bevölkerung im 19. Jahrhundert kontinuierlich zurück, insgesamt haben bei einer Einwohnerzahl von 900 bis 1000 Personen im 19. Jahrhundert rund 500 Personen den ärmlichen Ort verlassen. Die Ursachen für diese starke Abwanderung liegen größtenteils in der räumlich begrenzten, mittelalterlichen Siedlungsfläche des Ortes und der starken Parzellierung der Ackerflächen, die bei einer weiteren Erbteilung einem Erben kein Auskommen mehr ermöglicht hätten. Eine erste größere Auswanderungswelle fand nach der Teuerung der Jahre 1816/17 statt, Ziele der Auswanderer waren Polen, Dänemark, Nordamerika, England und Preußisch Polen. Ab der Mitte des 19. Jahrhunderts war Nordamerika das bevorzugte Ziel der Hausener Auswanderer. Erst im frühen 20. Jahrhundert stabilisierte sich der Einwohnerstand. 1919 wurden 793 Einwohner gezählt, 1933 waren es 815 Einwohner, 1939 waren es 822.
Die Stabilisierung der Einwohnerzahlen geht in etwa mit der Verbesserung der landwirtschaftlichen Erträge einher. Nach Einrichtung einer landwirtschaftlichen Winterschule konnten die Hausener Bauern in den 1870er Jahren erstmals über den eigenen Bedarf hinausgehende Erntemengen einfahren. Die Schäferei auf Brachflächen wurde 1893 zugunsten des Anbaus von Klee und Rüben aufgegeben. Der traditionell starke Dinkelanbau kam um 1900 zugunsten von Rüben- und Kartoffelanbau zum Erliegen. Vor allem Frühkartoffeln aus Hausen fanden großen Absatz. Die Gründung eines Ortsvereins 1893 und eines Darlehenskassenvereins 1896 verbesserten die wirtschaftliche Bedingung der Bauern. Dazu kam der zur Zeit des Nationalsozialismus erfolgte Zusammenschluss der Milcherzeuger zu einer Milchverwertungsgenossenschaft. In mehreren Abschnitten erfolgte außerdem zwischen 1904 und 1939 eine Flurbereinigung des größten Teils der Hausener Ackerflächen.

### Zeit der Weltkriege
Im Ersten Weltkrieg hatte Hausen 48 Gefallene und fünf Vermisste zu beklagen, das waren 6,6 Prozent der Einwohner und damit weit mehr als der Landesdurchschnitt. Im Zweiten Weltkrieg zählte man 48 Gefallene und 30 Vermisste.
Bei der Verwaltungsreform während der NS-Zeit in Württemberg gelangte Hausen 1938 zum Landkreis Heilbronn. Den Zweiten Weltkrieg überstand der Ort ohne militärisch bedingte Gebäude- und Flurschäden. Die Nachkriegszeit brachte jedoch einen Zustrom von Flüchtlingen und später auch Vertriebenen. Ende 1945 lebten in Hausen 927 Personen, 1950 waren es 1063.

### Hausen nach dem Zweiten Weltkrieg
Da der Ort Teil der Amerikanischen Besatzungszone geworden war, gehörte er somit seit 1945 zum neu gegründeten Land Württemberg-Baden, das 1952 im jetzigen Bundesland Baden-Württemberg aufging.
Die 1940 gegründete Weingärtnergenossenschaft erbaute 1950 eine eigene Kelter und erweiterte diese mehrfach. 1952 wurden neue Baugebiete an der Schießrainstraße und am Mühlhäldenweg erschlossen, 1953 wurde ein neues Schulhaus eingeweiht. 1955 erhielt der Ort Anschluss an den Gemeindewasserversorgungsverband Brackenheim–Dürrenzimmern–Hausen–Nordhausen. 1956 wurde mit dem Ausbau der Ortsstraße und der Kanalisation begonnen, die Arbeiten zogen sich in mehreren Abschnitten bis in die 1970er Jahre. Ebenfalls ab 1956 wurden weitere Baugebiete ausgewiesen. 1959/60 begann man mit einer Rebflurumlegung, der sich bis 1974 weitere Flurbereinigungen anschlossen. 1960 erfolgte ein Kirchenneubau. Ab 1961 entstand das Gewerbegebiet an der Brackenheimer Straße. Die Flurbereinigung ermöglichte die Bereitstellung von Gelände für Sportplätze und eine Mehrzweckhalle. Ebenso entstanden im Zuge der Flurbereinigung mehrere Aussiedlerhöfe, so dass im Zusammenspiel mit dem Niedergang der kleinen bäuerlichen Betriebe und dem Ausbau der Infrastruktur der landwirtschaftliche Charakter des Ortes verlorenging. Bis 1970 wuchs die Bevölkerung auf rund 1300 Personen an.
Die erfolgreiche Genossenschaftskellerei, die Ansiedlung von Gewerbebetrieben und die Vergrößerung der Wohnbevölkerung bewirkten in Hausen insbesondere in den 1960er-Jahren einen deutlichen wirtschaftlichen Aufschwung. 1961 hatte die Gemeinde noch zum ärmsten Viertel der Gemeinden im Landkreis Heilbronn gezählt, um 1970 war ein gewisser Wohlstand erreicht.
Im Vorfeld der Gemeindereform 1973 erbrachte eine Umfrage vom 6. Februar 1972 ein knapp 83-prozentiges Votum für die weitere Selbstständigkeit der Gemeinde. Nach der Eingemeindung nach Brackenheim oder Lauffen am Neckar befragt, optierten im Juli 1973 rund 60 Prozent der Einwohner für Brackenheim. Bei einer Bürgeranhörung im Januar 1974 sprachen sich allerdings rund 78 Prozent gegen die Eingliederung nach Brackenheim aus. Der Gemeinderat beschloss dennoch am 11. Juni 1974 die Eingliederung nach Brackenheim, die am 1. Oktober 1974 erfolgte.

## Wappen
Die Blasonierung lautet: In Silber auf blauem Schildfuß ein rotes Haus mit Fachwerk, darüber ein sechsstrahliger roter Stern. Das älteste Wappenbild auf einem Siegel einer Urkunde von 1489 ist nicht mehr zu erkennen. Die älteste erkennbare Siegelung einer Hausener Urkunde von 1577 weist im Wappenbild bereits ein Fachwerkhaus auf. Das Haus symbolisiert wohl jeher das Rathaus der Gemeinde, sein Erscheinungsbild in den Siegelbildern wurde im Lauf der Zeit dem jeweiligen Hausener Rathaus angepasst. Der Stern kam im 19. oder frühen 20. Jahrhundert hinzu. Das Fachwerkhaus im heutigen Wappen entspricht vom Typ her der ältesten Darstellung von 1577.

## Gebäude und Sehenswürdigkeiten
Für die unter Denkmalschutz stehenden Kulturdenkmäler des Ortes siehe die Liste der Kulturdenkmale in Hausen an der Zaber.
- Die evangelische Georgskirche in Hausen hat einen romanischen Chorturm. Das mehrfach erneuerte Langhaus der Kirche stammt in seiner heutigen Gestalt aus dem Jahr 1960. Die Kirche gehört dem Kirchenbezirk Brackenheim an. Am Turm befindet sich ein altes Standbild des Schutzpatrons (um 1290), davor ein Kriegerdenkmal.
- Die Jupitergigantensäule ist ein 1970 hergestellter, 7,50 Meter hoher Abguss einer 1964 dort gefundenen römischen Säule, die um 200 errichtet wurde.
- Im Ort befinden sich außerdem ein ehemaliges Rathaus sowie ein altes Wasch- und Backhaus.

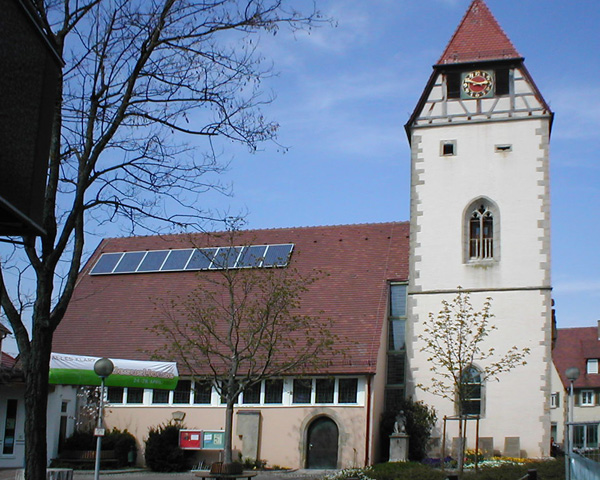
Georgskirche
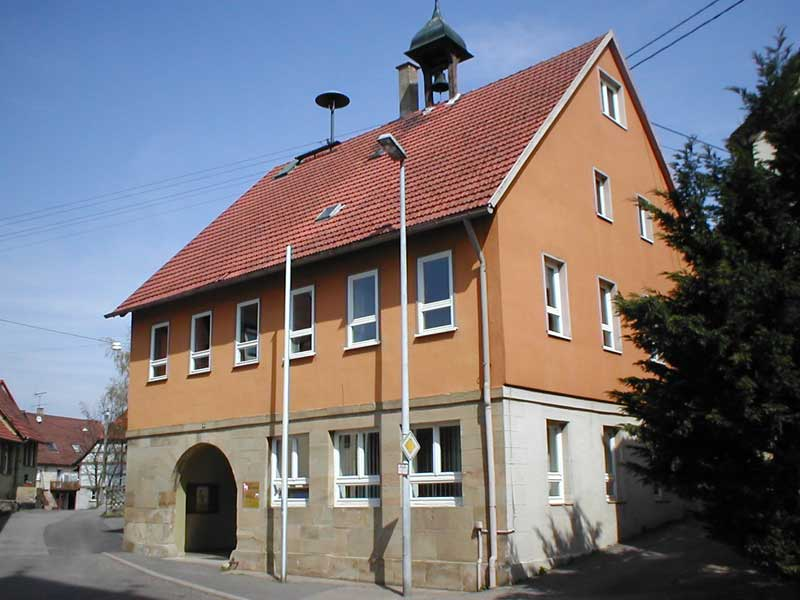
Rathaus
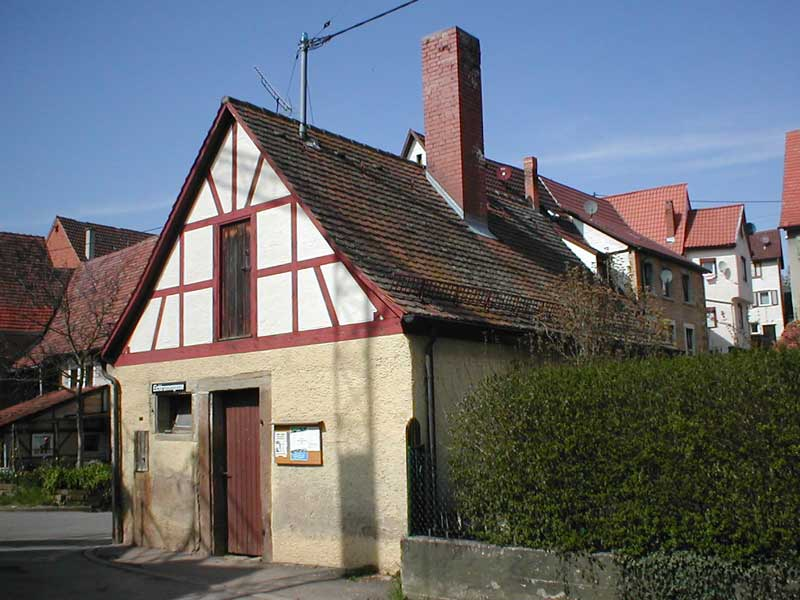
Backhaus
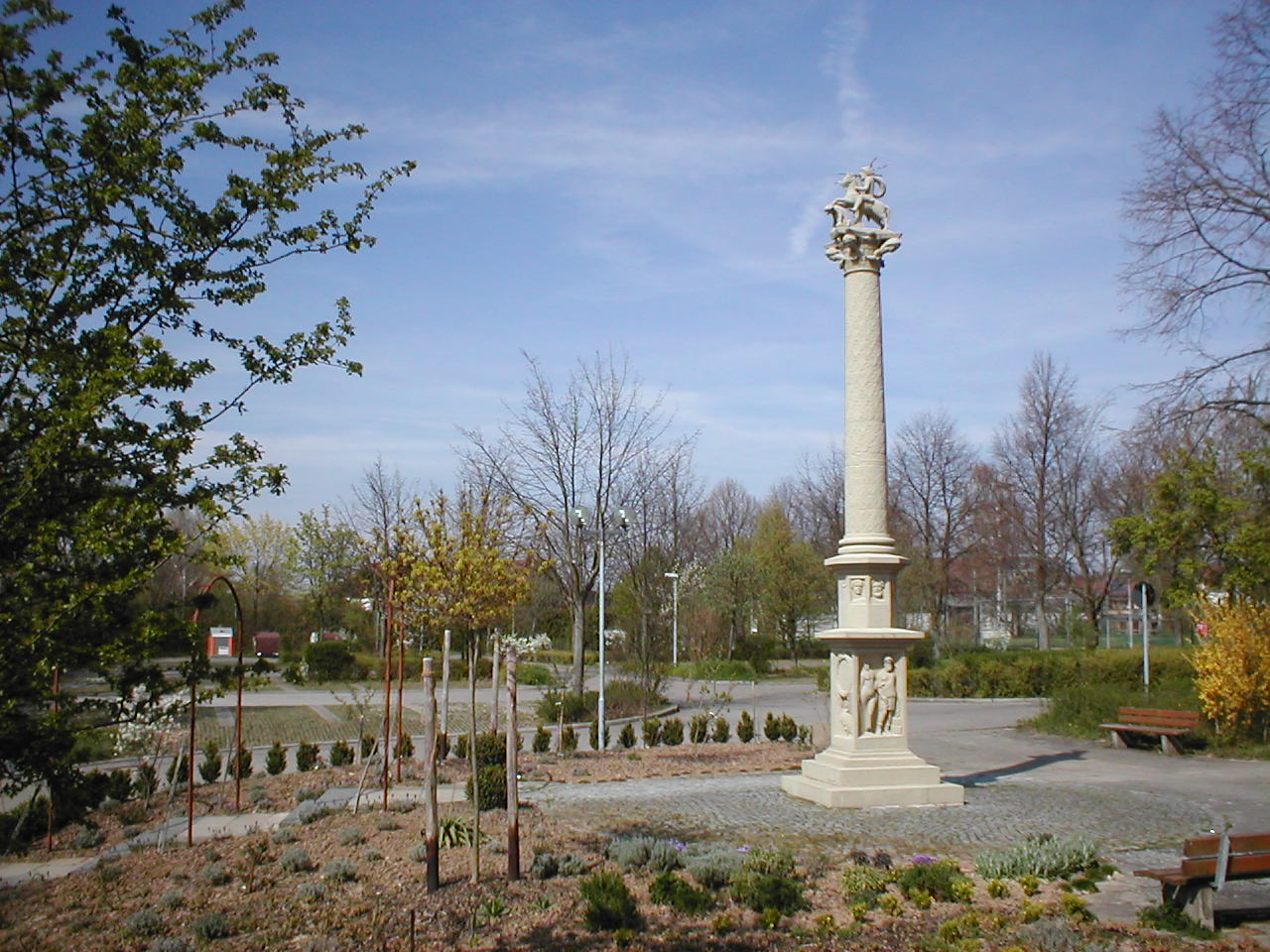
Jupitergigantensäule

## Persönlichkeiten

### Ehrenbürger der früheren Gemeinde
- Wilhelm Adolf Beck (* 24. November 1879 in Murr an der Murr; † 28. Mai 1941 in Hausen an der Zaber), Bürgermeister, Verleihung der Ehrenbürgerwürde am 9. November 1929 aus Anlass seines 25-jährigen Amtsjubiläums
- Tobias Heege (* 21. Februar 1864 in Hausen an der Zaber; † 8. Oktober 1937 ebenda), Landwirt, Gemeinderat und Landtagsabgeordneter, Verleihung der Ehrenbürgerwürde am 17. Februar 1934 aus Dank für seine Arbeit im Dienste der Gemeinde
- Karl Maier (* 20. März 1881 in Hausen an der Zaber; † 2. März 1964 in Brackenheim), Gemeindepfleger, Verleihung der Ehrenbürgerwürde am 20. Mai 1959 aus Anlass seines 40-jährigen Dienstjubiläums

### Söhne und Töchter des Ortes
- Tobias Heege (* 21. Februar 1864 in Hausen an der Zaber; † 8. Oktober 1937 ebenda), württembergischer Landtagsabgeordneter
- Uwe Rapolder (* 29. Mai 1958 in Hausen an der Zaber), Fußballtrainer